# Гранди, Алессандро
Алессандро Гранди (итал. Alessandro Grandi), или Алессандро де Гранди (итал. Alessandro de Grandi; 1586 год, вероятно Феррара, Папская область — июнь 1630 года, вероятно Бергамо, республика Венеция) — итальянский композитор.

## Биография
Алессандро Гранди, родился в 1586 году по одной версии в Ферраре, по другой он был выходцем с Сицилии. Музыкальное образование получил в Венеции у Джованни Габриели.
Длительное время прожил в Ферраре, где служил капельмейстером в разных соборах и при церковных братствах —Академии делла Морте и Академия Санто Спирито. Здесь в 1610 году опубликовал свой первый сборник мотетов.
В 1617 году получил место певца в хоре базилики Сан-Марко в Венеции. В эти годы он был помощником Клаудио Монтеверди, служившим хормейстером в базилике. Здесь композитор написал ряд произведений малой формы и выпустил несколько своих сборников.
В 1627 году Алессандро Гранди переехал в Бергамо, где получил место капельмейстера в кафедральном соборе Санта Мария Маджоре. Здесь композитор познакомился с Генрихом Щютцом. Им были написаны три кантаты, первая из которых появилась в 1629 году.
Алессандро Гранди умер в 1630 году в Бергамо во время эпидемии чумы в Европе.

## Творческое наследие
Большая часть произведений композитора являются вокальными сочинениями с инструментальным сопровождением. Стилистически его ранние произведения похожи на сочинения его учителя Джованни Габриели.
Большинство его ранних композиций это песни для двух–трёх голосов. Алессандро Гранди был одним из немногих композиторов, кто вместе с монодиями, сочинял произведения вокальной полифонии и баса континуо, в то время как большинство композиторов эпохи раннего барокко предпочитали монодии с басом континуо или более гомофонные текстуры.
Произведения композитора чрезвычайно эмоциональны. Он был одним из самых популярных композиторов своего времени. Его сочинения были опубликованы в Италии, Германии и Нидерландах, перепечатывались ещё длительное время после смерти автора.
Творческое наследие композитора включает мотеты, псалмы, мадригалы и кантаты.